# Кьонджон (ван Чосону)
Кьонджон (кор. 경종, 景宗, Gyeongjong, Kyŏngjong); ім'я при народженні Лі Юн (кор. 이윤, 李昀, I Yun, I Yun; 20 листопада 1688 — 11 жовтня 1724) — корейський правитель, двадцятий володар держави Чосон.
Посмертний титул — Сонхьо-теван .

## Життєпис
Успадкував трон після смерті батька. У 1690 Сукчон заявив, що саме принц Юн (Yi Yun, 이윤 왕세자) — спадкоємець трону.
У 1718 Сукчон призначив майбутнього короля Кенджона своїм регентом. Сукчон помер в 1720, імовірно, назвавши спадкоємцем принца Йоніна (Лі Гима, майбутнього вана Йонджо), але за відсутності людини, що робить записи. Після смерті короля Сукчона Кьонджон зайняв трон у віці 32 років.
Кьонджон мав проблеми зі здоров'ям, тому політична фракція Норон пропонувала Кьонджону зректись престолу на користь свого зведеного брата. 1720 року за два місяці після коронації його брата, майбутнього вана Йонджо, було офіційно призначено спадкоємцем Кьонджона.
Через погане самопочуття Кьонджон не мав можливості зробити будь-що значне для своєї країни протягом чотирьох років свого правління.

## Зовнішня політика
За його правління Чосон підтримував дипломатичні зв'язки з Цінською імперією. 1721 року ван відрядив корейське посольство на чолі з Ю Чок до Цін. 1722 та 1724 року до Чосону прибувало посольство на чолі з Акдуном.